# Santos-Dumont (Mondkrater)
Santos-Dumont ist ein Einschlagkrater auf der Mondvorderseite im nördlichen Teil der Montes Apenninus. Er liegt südlich des Promontorium Fresnel und südöstlich des großen Kraters Autolycus.
Südlich davon liegt das Bergmassiv Mons Hadley und südwestlich davon der Landeplatz von Apollo 15.
Der Krater wurde 1976 von der IAU nach dem brasilianischen Luftpionier und Erfinder Alberto Santos Dumont offiziell benannt.